# Вирішальний крок
Вирішальний крок (рос. Решающий шаг, туркм. Aýgytly ädim) — радянський 2-серійний художній кольоровий фільм 1965 року режисера Алти Карлієва за мотивами однойменного роману Берди Кербабаєва. Один з найуспішніших фільмів кіностудії «Туркменфільм».

## Сюжет
Фільм «Вирішальний крок» — революційно-романтична драма про важкі революційні часи, який охоплює період басмацького руху 1916—1920 років.

## У ролях
- Баба Аннанов — Артик Бабали
- Жанна Смелянськая — Айна
- Артик Джаллиєв — Ашир Сахатов
- Хоммат Муллук — Мави
- Дурди Сапаров — Халназар-бай
- Володимир Краснопольський — Куйбишев
- Борис Петелін — Чернишов
- Мухаммед Черкезов — Езіз-хан
- Алти Карлієв — Кулли-хан
- Клич Бєрдиєв — Баба-хан
- Олександр Якубов — Балли
- Акмурад Бяшимов — Покгі-вала
- Союн Амангельдієв — Арслан
- Сари Карриєв — Кандим
- Гуллук Ходжаєв — Меред, батько Айни
- Огулгурбан Дурдиєва — Нурджахан, мати Артика
- Огулджан Мамікова — Мама, мачуха Айни
- Андрій Китаєв — Саша

## Знімальна група
- Режисер — Алти Карлієв
- Сценарист — Ігор Луковський
- Оператор — Анатолій Карпухін
- Композитор — Нури Халмамедов
- Художник — Володимир Богомолов